# Казахстанские железные дороги
«Казахстан темир жолы» (КТЖ; каз. Қазақстан темір жолы — Казахстанские железные дороги; KASE: TMJL) — казахстанский государственный транспортно-логистический холдинг, железнодорожный перевозчик грузов и пассажиров, крупнейший оператор магистральной железнодорожной сети Казахстана. Полное наименование — Акционерное общество «Национальная компания „Қазақстан темір жолы“». Основано в 1997 году. Главный офис КТЖ — в столице Казахстана Астане.

## Собственники и руководство
Единственным акционером компании является национальный фонд «Самрук-Казына», 100 % акций которого контролируется Правительством Республики Казахстан (через Комитет государственного имущества и приватизации в составе Министерства финансов РК).
Председатель правления — Сауранбаев Нурлан Ермекович.

## Структура
В структуру холдинга «Казахстан темир жолы» входят компании:
- АО «Пассажирские перевозки» (100 %);
- АО «Казтемиртранс» (100 %);
- АО «KTZ Express»(100 %);
- АО «Кеденстранссервис» (100 %);
- АО «Темиржолсу»(100 %);
- «Middle Corridor» (33,33 %);
- ТОО «КТЖ-Грузовые перевозки»(100 %);
- ТОО «КТЖ-Пассажирские локомотивы» (100 %)
- ТОО «Военизированная железнодорожная охрана» (100 %);
- ТОО «Порт Курык» (100 %);
- АО НК «Актауский международный морской торговый порт» (100 %, доверительное управление);
- АО «Dosjan temir joly» (46,016 %) — строительство и эксплуатация железнодорожной линии «Станция Шар — Усть-Каменогорск».

## Показатели деятельности
Объём капитальных вложений в 2012 году составил 499 млрд 515 млн тенге, что в 1,3 раза больше 2011 года. Грузооборот превысил уровень 2011 года на 5,4 % и составил 235,7 млрд тонно-км. По итогам 2012 года пассажирооборот составил 16,7 млрд пассажиро-км, что на 14 % выше показателя 2011 года. Чистый доход сложился на уровне 116,7 млрд тенге, что почти в 2 раза превышает уровень 2008 года. Производительность труда в 2012 году достигла 5,3 млн тенге на одного человека, что выше 2011 года на 15,2 %.
По итогам 2023 года эксплуатационный грузооборот достиг 269 млрд т-км, увеличившись на 7% к прошлому году. Транзитные перевозки в контейнерах составили 1 млн 28 тыс. ДФЭ, что на 13,5% больше аналогичного прошлого периода. Объёмы перевозок грузов между железными дорогами Казахстана и Китая выросли на 22% и достигли 28 млн.тонн.
В 2023 году выполнен масштабный объём ремонта пути. Оздоровлено 1443 км железнодорожного полотна, что в два раза больше, чем в 2022 году. Начата реализация крупных инфраструктурных проектов: строительство железнодорожных линий Дарбаза – Мактаарал, Бахты – Аягоз (с открытием третьего погранперехода с Китаем), обводной линии вокруг Алматы. Проложено свыше 300 км вторых путей на участке «Достык» – «Мойынты». Построен грузовой терминал Казахстана в китайском сухом порту г. Сиань.

### Инфраструктура и подвижной состав
Протяжённость магистральных железнодорожных путей составляет более 16 тысяч км, основная часть (97,5 %) железнодорожной сети находится на территории Казахстана, 2,5 % — на территории приграничных районов России и Кыргызстана. Вдоль дороги расположено свыше 800 станций и разъездных пунктов. Парк грузовых вагонов — более 120 000 единиц, парк локомотивов — более 1700 единиц. Тяговый подвижной состав включает в себя тепловозы (в том числе ТЭ33А), электровозы, электропоезда, дизель-поезда, автомотрисы, дрезины и прочее самоходное оборудование. Нетяговый подвижной состав — различные вагоны (пассажирские, грузовые, вагоны-цистерны).
Ежегодно обеспечивает 70 % грузовых и 60 % пассажирских перевозок.

## История развития

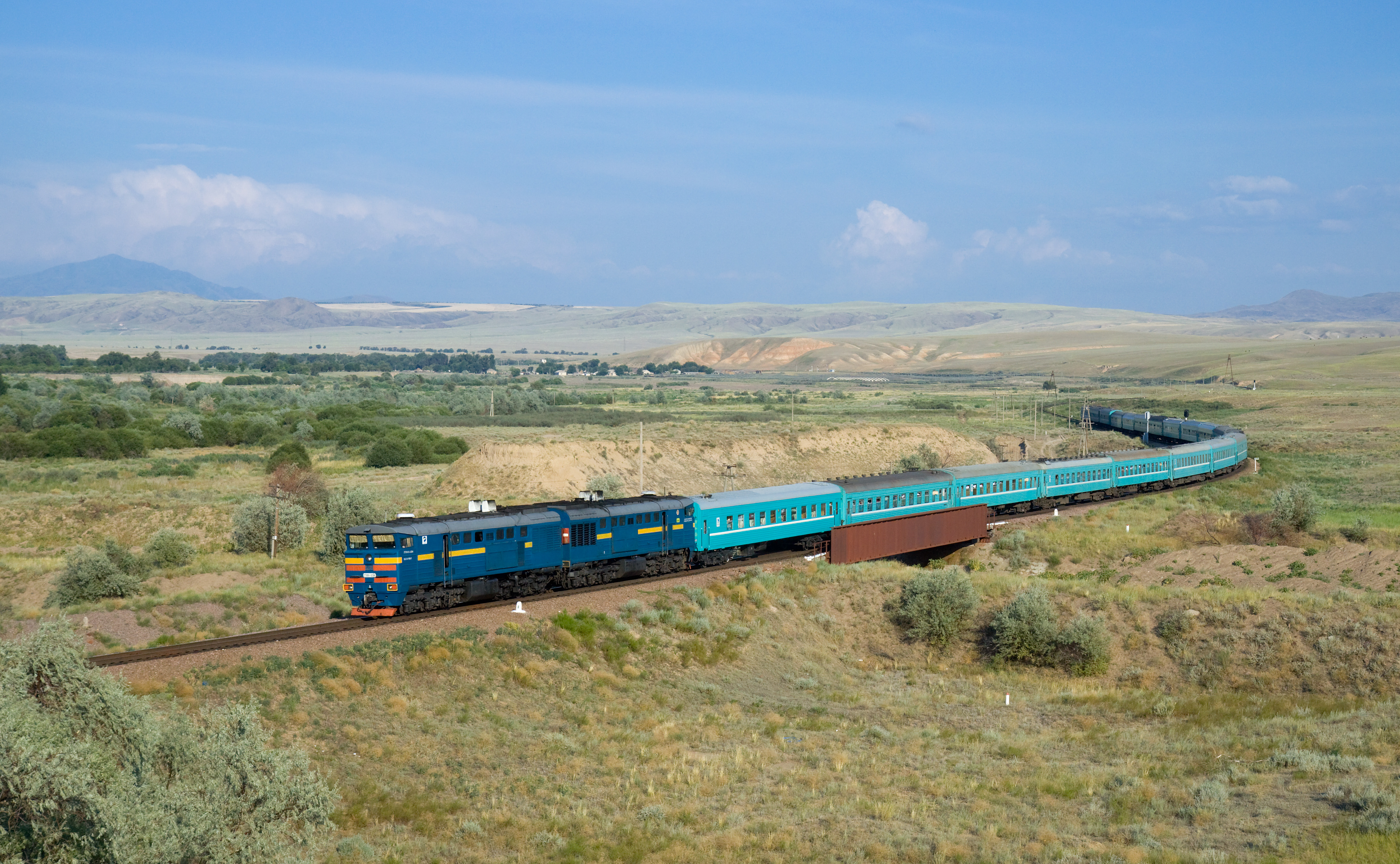
Поезд № 022Ц сообщением Кызылорда — Семей, с тепловозом 2ТЭ10У

Казахстанское государственное предприятие «Қазақстан темiр жолы» было образовано в 1997 году. А в 2002 году на её базе было создано закрытое акционерное общество «Национальная компания «Қазақстан темiр жолы» со 100%-ным государственным участием.
В 1998 году были созданы заводы: на станции Шу — по капитальному ремонту тепловозов, в Атбасаре — электровозов, в Алматы — путевой техники.
В 2001 году приняты Закон Республики Казахстан «О железнодорожном транспорте» и Программа реструктуризации железнодорожного транспорта Республики Казахстан на 2001-2005 годы.
Первой железной дорогой, построенной с 1992 года, стала Аксу — Дегелен протяженностью 184 километра (2001 год). Новая дорога открыла кратчайший путь из Семейского региона в Павлодарский. Через три года в эксплуатацию введена линия Хромтау — Алтынсарин (402 км), соединившей Костанайскую и Актюбинскую область.
С 2002 по 2004 годы созданы акционерные общества «Военизированная железнодорожная охрана», «Жолжөндеуші», «Ремпуть», «Казтранссервис», «Кедентранссервис», «Транстелеком», «Центр транспортного сервиса» и др.
В 2004 году ЗАО «НК «КТЖ» было преобразовано в акционерное общество «Национальная компания «Казакстан темір жолы»
В 2008 году была построена 151 километровая железная дорога «Шар — Усть-Каменогорск».
В 2010 году Правительством РК была принята новая программа по развитию транспортной инфраструктуры до 2014 года.

Карта новых участков с 1990 года

В 2011 году указом Главы государства РК предприятие «Казахстан темир жолы» преобразовано в транспортно-логистический холдинг с развитием транзитного потенциала Казахстана и глобальной инфраструктурной интеграции.
В 2012 году запуск 293 километровой железнодорожной линии «Жетыген — Алтынколь» (Хоргос) обеспечил второй железнодорожный переход на границе с Китаем.
В 2014 году главы Казахстана, Туркменистана и Ирана открыли движение по международному транспортному коридору «Узен — Берекет — Горган», длинна новой дороги составила 934,5 км. Также были построены участки «Жезказган — Бейнеу» и «Аркалык — Шубарколь».
В 2015 году компанией был дан старт проекту по строительству более 110 километров главных путей и сопутствующей инфраструктуры в рамках строительства вторых путей дороги «Шу — Алматы-1». В 2018 году работы завершились линия на этом участке стала двухпутной.
В 2023 году «Казахстан темир жолы» начала строительство 130 километровой линии «Жетыген — Казыбек-бек» в обход станции Алматы.
К 2024 году в Казахстане было проложено более 2 500 километров новых дорог, а также удалось наладить собственное производство локомотивов, рельсов и комплектующих для предприятий отрасли.

## Крупные проекты
В число крупных индустриальных проектов, реализуемых КТЖ, входят две транзитные магистрали стратегического значения (Хоргос — Жетыген и Узень — госграница с Туркменистаном) и четыре крупных машиностроительных предприятия (локомотивосборочный завод, завод по сборке электровозов в Астане, завод по производству пассажирских вагонов в Астане и завод по сборке грузовых вагонов в Экибастузе).
- 3 июля 2012 года в Казахстане началось строительство сразу двух новых магистралей внутригосударственного сообщения[16]: Аркалык — Шубарколь (214 км) и Жезказган — Саксаульская (517 км) — Шалкар — Бейнеу (496 км). Строительство линий было завершено в августе 2014 года[17].
- В 2021 года начали электрифицировать однопутный участок Достык — Мойынты[18], а 17 ноября 2022 года, началось строительство вторых путей[19].
- ТОО «Казахстанская вагоностроительная компания» (КВК). Проектная мощность завода составит до 3000 полувагонов в год. В 2011 году выпущено 250 первых полувагонов. Казахстанское содержание по проекту составляет 92 %.
- Жетыген — Коргас. Протяжённость дороги составляет более 293 км с сопутствующей инфраструктурой: 4 промежуточные станции, 10 разъездов, мосты (в том числе мост через Или длиной 950 м) и перегрузочный комплекс на станции Алтынколь. Ввод первого пускового комплекса линии состоялся 9 декабря 2011 года[20].
- Магистраль Узень — государственная граница с Туркменистаном. Это 146-километровый участок международного проекта Узень — Кызылкая — Берекет — Этрек — Горган, реализуемый Казахстаном, Ираном и Туркменистаном. Данный маршрут позволит сократить путь из центра Евразии до иранских морских портов более чем на 600 км. Планируемый грузооборот линии до 10 млн тонн в год. Казахский участок дороги был открыт 9 декабря 2011 года[21].
- Завод по производству современных электровозов в г. Астане «Электровоз құрастыру зауыты». Открытие завода состоялось в декабре 2012 года. Alstom-TMX поставит оборудование для производственной линии, мощность которой составляет 50-80 электровозов в год. В дальнейшем предполагается поэтапная локализация производства комплектующих для электровозов на территории Казахстана. Казахстанское содержание при этом поднимется до 72 %.
- Завод по выпуску пассажирских вагонов «Тулпар-Тальго» в г. Астане. Проектная мощность предприятия — 150 вагонов в год, на начальных этапах производства — от 30 до 140 вагонов в год. Конструкционная скорость вагонов — 200 км/ч, что позволяет использовать их в скоростном движении. Уровень казахстанского содержания в производстве к 2015 году достигнет 56 %.
- Центр технологий на транспорте в г. Астане. В сентябре 2012 года в Астане Центр технологий на транспорте — современное учебное заведение для работников производственного профиля и менеджеров железнодорожного транспорта. В среднем, ежегодно более 90 000 работников (56 % всего персонала) проходят обучение, в том числе в странах ближнего и дальнего зарубежья. С вводом в эксплуатацию Центра технологий на транспорте планируется, что процент обучаемых достигнет 66. Центр рассчитан на обучение до 15 000 человек в год. В целом по данной программе, рассчитанной до 2020 года, планируется обучить около 6 000 работников Компании.
- Строительство сети ТЛЦ на территории Казахстана — инвестиционный проект, предполагающий создание сети современных транспортно-логистических центров в наиболее перспективных с точки зрения логистического потенциала регионах Казахстана. В настоящее время проект находится на стадии разработки ТЭО, осуществляемой казахстанской компанией ТОО «ЖасампазАлем» с участием международных экспертов.[22]
- Участок Бахты — Аягоз в 272 км, соединяющий железнодорожные сети Казахстана с железными дорогами Китая. Строится с 2023 года[23].

## Стыки

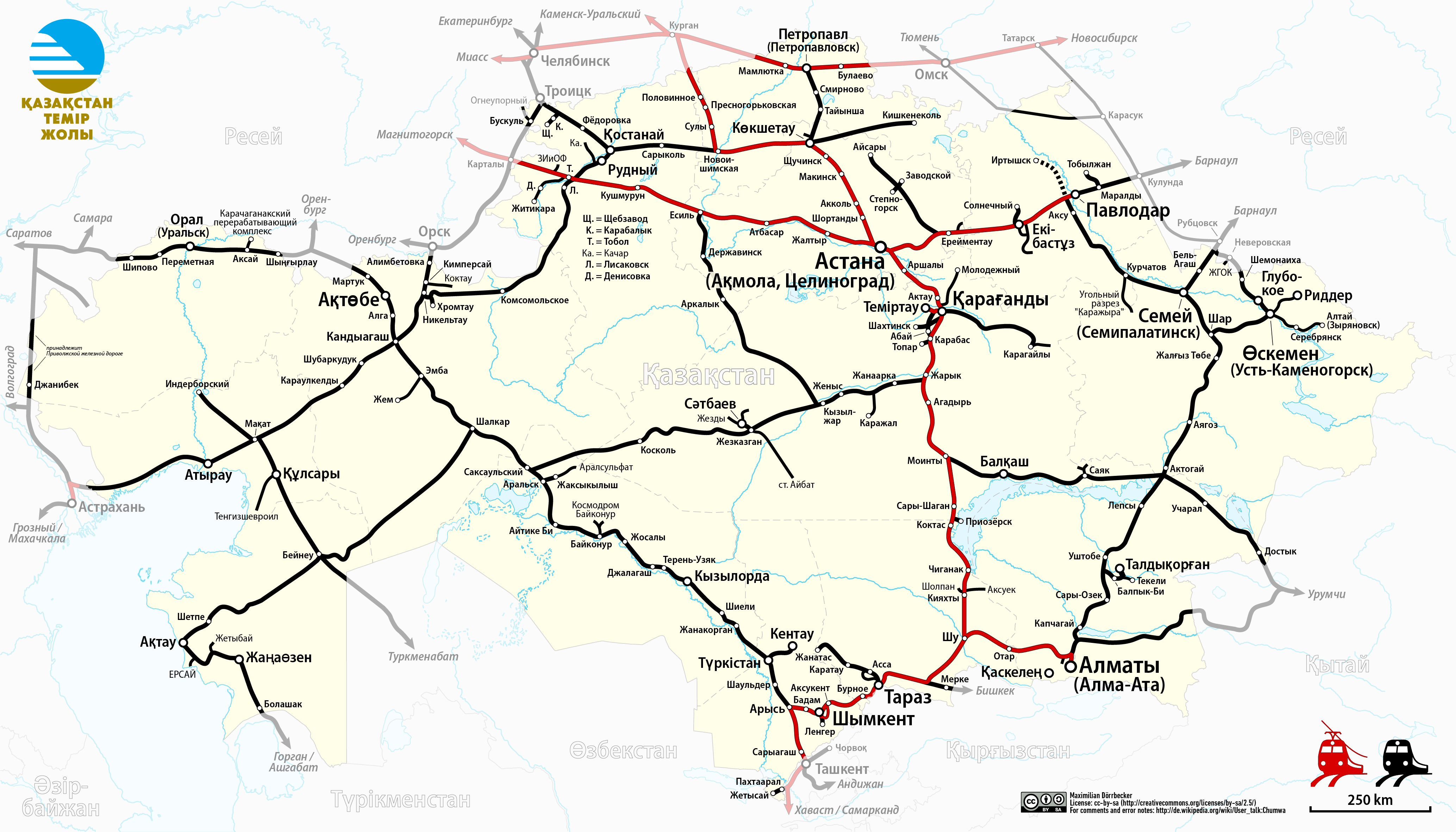
Железные дороги Казахстана по состоянию на январь 2019 года

Казахстанская железная дорога граничит:
- с Приволжской ЖД России (на западе):
  - по ст. Кигаш — на линии Волгоград — Аксарайская — Макат,
  - по ст. Озинки — на линии Саратов — Ершов — Уральск;
- с Южно-Уральской ЖД России (на севере):
  - по ст. Илецк-1 — на линии Оренбург — Илецк — Кандыагаш,
  - по ст. Никельтау — на линии Никель — Никельтау — Кандыагаш,
  - по ст. Тобыл — на линии Карталы — Тобыл — Есиль — Астана,
  - по ст. Каерак — на линии Челябинск — Троицк — Каерак — Костанай,
  - по ст. Пресногорьковская — на линии Курган — Пресногорьковская — Новоишимская,
  - по ст. Петропавловск — на линии Курган — Петропавловск — Омск;
- с Западно-Сибирской ЖД России (на северо-востоке):
  - по ст. Кулунда — на линии Барнаул — Кулунда — Павлодар,
  - по ст. Кулунда — на линии Рубцовск — Локоть — Кулунда,
  - по ст. Локоть-Алтайский — на линии Барнаул — Рубцовск — Локоть — Семей (Семипалатинск),
  - по ст. Третьяково — на линии Рубцовск  — Локоть — Третьяково — Защита.
- с Ланьсиньской железной дорогой Китая (на востоке):
  - по ст. Достык — на трансграничном переходе Достык — Алашанькоу на линии Актогай — Достык — Алашанькоу — Дзингхэ (КНР),
  - по ст. Коргас — на трансграничном переходе Коргас — Хоргос на линии Жетыген — Алтынколь — Коргас (РК) — Хоргос (КНР) - Цзинхэ (этот новый трансграничный переход открыт 22.12.2013 г.);
- с железной дорогой Кыргызстана (на юго-востоке):
  - по ст. Луговая — на линии Луговая — Каинды — Бишкек — Токмак;
- с Узбекистанской железной дорогой (на юге):
  - по ст. Сарыагаш — на линии Арыс — Сарыагаш— Ташкент,
  - по ст. Оазис — на линии Макат — Бейнеу — Оазис — Кунград;
- с Туркменской железной дорогой (на юго-западе):
  - по ст. Болашак — на линии Жанаозен — Болашак (Казахстан) — Серхетяка (Туркменистан) — Кызылкая — Берекет — Этрек (Туркменистан) — Горган (Иран) железнодорожного коридора Казахстан—Туркменистан—Иран.

Казахстанский участок Жанаозен — Болашак — госграница (с Туркменистаном) коридора Казахстан—Туркменистан—Иран открыт в мае 2013 года. По состоянию на 1.1.2014 весь железнодорожный коридор от Казахстана до Ирана ещё не открыт.

## Рекорды
- КТЖ является самой многочисленной компанией в Казахстане: около 1 % населения страны занято в железнодорожной отрасли[24].
- Казахская железная дорога, образованная в 1958 году, протяжённостью свыше 11 тысяч км, была самой крупной в СССР.
- Самый длинный маршрут поезда в Казахстане — Алма-Ата — Мангышлак (3269 км, в пути 70 часов 13 минут).
- 20 февраля 1986 года в Казахской ССР был поставлен мировой рекорд: по Целинной железной дороге был проведён состав в 440 вагонов общим весом 43,4 тысячи тонн и длиной 6,5 км.
- Является генеральным спонсором футбольного клуба «Астана»[25][нет в источнике] и хоккейного клуба «Барыс»[26][нет в источнике].
- 40-этажный 174-метровый главный офис КТЖ является одним из самых высоких зданий в Астане и Казахстане[27].